# Seattle Computer Products
Seattle Computer Products (SCP) fou una empresa de maquinari de Seattle (estat de Washington), que fou una de les primeres a fabricar ordinadors basats en l'arquitectura del processador Intel 8086 de 16 bits.
És coneguda per ser el lloc on Tim Paterson desenvolupà el QDOS, que Microsoft comprà per 50.000 $ el 1981 i acabà sent venut a IBM com a PC-DOS (MS-DOS).